# AHWZ
AHWZ (aufbereitete, hydraulisch wirksame Zusatzstoffe) sind pulverförmige Betonzusatzstoffe, die bestimmte Eigenschaften des Betons beeinflussen. Sie sind in Österreich durch ÖNORM B 3309 genormt und dürfen gemäß ÖNORM B 4710-1 dem Beton (unter Anwendung des sogenannten k-Wert-Konzepts bei der Berechnung der Rezeptur) zugesetzt werden.

## Arten
Es werden drei Arten von AHWZ unterschieden:
- Kombinationsprodukte (GC/GC-HS) nach ÖNORM B 3309-1[2], bestehend aus mindestens 2 der folgenden Stoffe, wobei der zweite Stoff mindestens zu 5 % enthalten sein muss. Aus der dritten Gruppe (anorganisch, mineralische Stoffe) darf nur ein Stoff enthalten sein und dieser ist mit 25 % Anteil begrenzt. 
  - Hüttensand
  - Flugasche
  - anorganischer, mineralischer Stoff (Puzzolane, gebrannter Schiefer, Kalkstein)
- Hüttensandmehl (GS/GS-HS) nach ÖNORM B 3309-2[3] (nationale Anwendung der EN 15167-1)
- Flugasche (GF/GF-HS) nach ÖNORM B 3309-3[4] (nationale Anwendung der EN 450-1)

Der in der Betonrezeptur anrechenbarer Bindemittelgehalt (B) berechnet sich mit dem jeweiligen k-Faktor des Zusatzstoffes (für AHWZ: k=0,80):
B = Zementgehalt + (k × anrechenbarer Zusatzstoffgehalt)